# Partido Liberal (Reino Unido, 1989)
El Partido Liberal es un partido político del Reino Unido. Fue formado en 1989 por un grupo de personas que sintió que el antiguo Partido Liberal al fusionarse con el Partido Social Demócrata para formar el partido de los Demócratas Liberales había acabado con el espíritu del antiguo Partido Liberal. Alegaban que el partido de los Demócratas Liberales estaba dominado principalmente por los socialdemócratas.
Anteriormente, el Partido Liberal fue uno de los dos partidos políticos británicos más grandes desde el siglo XIX hasta la década de 1920. A partir de entonces y hasta su fusión con el Partido Social Demócrata en 1988 fue el tercero en importancia.
El Partido Liberal de 1989 es legalmente una nueva organización, pero sus principios son los mismos que el antiguo Partido Liberal.

## Historia
El Partido Liberal original se alió con el Partido Social Demócrata (SDP) en 1981 y se fusionó con él en 1988 para formar lo que se convirtió en los Liberal Demócratas. El Partido Liberal, fundado en 1859, descendía de los Whigs, los Radicales, el Partido Independiente Irlandés y los Peelites, mientras que el SDP era un partido creado en 1981 por exlaboristas, parlamentarios y ministros del gabinete, pero que también obtuvo deserciones de conservadores.
Una pequeña minoría del Partido Liberal, en particular el exmiembro del Parlamento (MP) Michael Meadowcroft (el último presidente electo del Partido Liberal), descontento con lo que consideraban políticas autoritarias e intervencionistas económicas que se alejaban de las políticas liberales tradicionales, resolvió continuar con el Partido Liberal. Continuaron usando el antiguo nombre y los símbolos del partido, incluido el himno del partido, The Land (La Tierra). Meadowcroft anunció esta reforma tras la derrota del tradicional liberal Alan Beith para convertirse en líder del partido Liberal Demócrata, aunque el propio Beith se quedó con este último.
El Partido Liberal que continuaba incluía a varios concejales y grupos de consejos del partido anterior a 1988 que nunca se habían unido al partido fusionado y continuaron como Liberales (de ahí la fecha de fundación en disputa), pero no diputados. Desde entonces, el número de concejales de distrito liberal ha ido disminuyendo gradualmente. Sin embargo, como resultado de una serie de políticos comunitarios, deserciones y reclutamiento, el partido tiene un mayor número de concejales municipales y parroquiales junto con representación en varios grupos de presión políticos y organizaciones que celebran sus propias elecciones, como juntas de drenaje. El partido ha tenido su mayor éxito en las elecciones al Ayuntamiento de Liverpool. Su liderazgo proviene en gran medida del área de Liverpool y el partido tiene su sede principalmente en Yorkshire.
Meadowcroft renunció a la presidencia del partido en 2002 y fue reemplazado por el concejal Steve Radford. En 2007, Meadowcroft abandonó el partido y se unió a los Demócratas Liberales. Radford dimitió en 2009 y fue reemplazado como presidente del partido por el exconcejal Rob Wheway, quien se desempeñó durante un año como líder. Radford fue reelegido presidente del partido en 2010, y los miembros lo han elegido para nuevos mandatos mediante votación en asambleas y mediante votación electrónica.
Los miembros del partido participan en las actividades de Internacional Liberal (LI) a través del Liberal International British Group.

### Europa
El partido reformado de 1989 continuó inicialmente con el apoyo del Partido Liberal a la integración europea pero, a diferencia de los Demócratas Liberales, llegó a oponerse a la moneda única europea y al Tratado de Maastrict, el último de los cuales fue visto como un debilitamiento del Parlamento Europeo. En las elecciones generales de 1997, abogaron por convertir la Unión Europea en una "Comunidad de Europa", que incluiría a todos los países europeos y se centraría en la paz y el medio ambiente, más que en cuestiones económicas. En el libro de Meadowcroft para esta elección, abogó por unirse al acuerdo de Schengen, una idea que no apareció en el manifiesto del partido. El Partido en este período también se opuso a los referéndums con la línea "Es peligroso pretender que los problemas se pueden resolver con una simple pregunta con un sí o un no", y prefirió los jurados ciudadanos. Después de que Radford reemplazó a Meadowcroft como líder del partido, el Partido Liberal se volvió cada vez más euroescéptico.
El partido presentó una lista completa de candidatos en la región del noroeste de Inglaterra para las elecciones al Parlamento Europeo de 2004, quedando séptimo con el 4,6% de los votos (0,6% del voto popular británico total).
En las elecciones al Parlamento Europeo de 2009, Steve Radford, del Partido Liberal, participó en la alianza electoral No2EU. 
En la campaña del referéndum de membresía de la Unión Europea en el Reino Unido de 2016, el partido permitió que los candidatos expresaran sus propios puntos de vista, pero tanto el Ejecutivo Nacional como muchos miembros del partido apoyaron la salida. Como el partido tenía una oposición de larga data al uso de referendos, emitieron una declaración de que ceder la soberanía era una excepción a este principio y que los Tratados de Lisboa y Maastricht deberían haber sido sometidos a referendos sobre la transferencia de poder a la Unión Europea.
Tras el referéndum, el partido argumentó que el país debería salir de la UE en sus manifiestos para las elecciones generales de 2017 y 2019.

## Ideología
El Partido Liberal se refiere a su ideología como un "híbrido" del liberalismo clásico y el socioliberalismo, y afirma que los Liberal Demócratas han mostrado desprecio por los "principios liberales", el "pueblo británico" y el "proceso democrático".

## Desempeño electoral
En las elecciones de los consejos locales de 2011, ocho concejales liberales mantuvieron sus escaños, tres perdieron sus escaños y se eligieron cinco nuevos concejales liberales: una ganancia neta de dos. En los dos años previos a las elecciones locales de mayo de 2013, el número de concejales liberales pasó de 16 a 21.
Cllr Steve Radford recibió 4.442 (4,5%) de los votos en la primera vuelta de las elecciones de alcalde de Liverpool de 2012. En las elecciones locales del Reino Unido de 2012 hubo una pérdida neta de seis escaños, en las elecciones de 2013 el partido ganó tres escaños, una ganancia de uno.
Aunque el Partido Liberal ha conservado concejales en Ryedale y Liverpool, no ha tenido un impacto significativo.
En 2014, el Partido Liberal ocupó 21 escaños en los consejos a nivel de condado y distrito y 15 escaños a nivel comunitario. El partido no tiene representación en el Parlamento del Reino Unido o el Parlamento Escocés, ni nunca tuvo miembros del Parlamento Europeo (MEP). En las elecciones generales del Reino Unido de 2001, el mejor resultado local del partido fue quedar en segundo lugar detrás de los laboristas en Liverpool West Derby, empujando a los liberal demócratas al tercer lugar. Sin embargo, no pudo repetir esto en las elecciones generales de 2005; ya que terminó tercero detrás de los demócratas liberales en el distrito electoral, aún superando al Partido Conservador, y repitió este cargo en las elecciones generales de 2010. En las elecciones generales de 2015, el Partido Liberal ocupó el cuarto lugar manteniendo su depósito por un estrecho margen, por delante de los Liberal Demócratas (que quedaron en último lugar) y el Partido Verde, pero detrás del UKIP y el Partido Conservador.
En las elecciones generales de 2015, el Partido Liberal de Cornualles decidió no disputar ningún escaño e instó a sus partidarios a votar por el UKIP. En las elecciones generales de 2017, el partido disputó cuatro escaños y recibió 3.672 votos.
En las elecciones generales de 2019 , el partido disputó diecinueve escaños y recibió 10.562 votos.
En las elecciones locales de 2021, el partido parece no ganó nuevos escaños. Se retuvo un asiento en el Ayuntamiento de Liverpool. El partido perdió su último escaño de autoridad unitaria restante cuando Chris Ash de Dogsthorpe Ward del Ayuntamiento de Peterborough se retiró y no se presentó ningún candidato liberal. En las elecciones de alcalde de Liverpool de 2021, el candidato del partido, Steve Radford, recibió 7.135 votos (7%).

## Miembros electos
Hasta la fecha (2022), el Partido Liberal no tiene miembros en las Cámaras del Parlamento, los parlamentos de Escocia y Gales o las Asambleas de Irlanda del Norte y Londres.

### Concejales de condado
- North Yorkshire (1) en representación de la división Pickering.[14]

### Concejales distritales y unitarios
- Liverpool (5): tres que representan al distrito de Tuebrook y Stoneycroft, uno que representa al distrito de Croxteth y otro que representa al distrito de Childwall.[15]
- Ryedale (5): en representación de los distritos de Pickering East (2), Pickering West (2) y Cropton (1).[16]
- Test Valley (1) que representa al barrio de Andover Millway.[17]

### Concejales parroquiales
El partido actualmente (2021) tiene 15 concejales en consejos parroquiales, municipales y comunitarios en North Yorkshire, Devon, Cornwall, Wiltshire, Essex y Gales.

### Número de concejales
| Año  | Unitario | Condado | Distrito | Total | +/- |
| ---- | -------- | ------- | -------- | ----- | --- |
| 2003 | -        | 5       | 22       | 27    | -1  |
| 2004 | -        | 5       | 23       | 28    | +1  |
| 2005 | -        | 2       | 23       | 25    | -3  |
| 2006 | -        | 2       | 24       | 26    | +1  |
| 2007 | -        | 2       |          |       |     |
| 2008 | -        | 2       |          |       |     |
| 2009 | -        | 2       |          |       |     |
| 2010 | -        | 2       |          |       |     |
| 2011 | -        | 2       |          |       |     |
| 2012 | -        | 2       |          |       |     |
| 2913 | -        | 3       | 18       | 21    |     |
| 2014 | 3        | 3       | 16       | 19    | -2  |
| 2015 | 3        |         |          | 16    | -3  |
| 2016 | 3        |         |          | 15    | -1  |
| 2017 | 3        |         |          | 10    | -5  |
| 2018 | 2        |         |          | 7     | -3  |
| 2019 | 1        |         | 9        | 9     |     |
| 2020 | 1        |         | 8        | 9     |     |
| 2021 | 0        |         | 9        | 9     |     |
| 2022 | 0        | 1       | 11       | 12    | +3  |

Los totales incluyen las elecciones parciales y deserciones realizadas durante el año, las ganancias/pérdidas son los cambios desde el comienzo del último año municipal. La cifra de los resultados de las elecciones de la BBC antes de 2003 enumera los escaños del Partido Liberal entre "Otros" o "Independientes".

## Controversia
En mayo de 2021, el único candidato del partido en las elecciones al Parlamento escocés de 2021, Derek Jackson en el distrito electoral de Glasgow Southside, fue escoltado del conteo después de llegar con brazaletes de arcoíris, estrellas amarillas al estilo de la estrella de David y acosando a Humza Yousaf, un candidato en el cercano distrito electoral de Pollok. Tras la expulsión del conteo, el candidato y sus seguidores fueron fotografiados apareciendo para dar saludos nazis. El Partido Liberal suspendió inmediatamente a Jackson y emitió un comunicado distanciándose de sus comentarios y acciones y disculpándose por cualquier ofensa que pudiera haber causado; Jackson fue expulsado del partido el 9 de mayo. 